# Misumenoides roseiceps
Misumenoides roseiceps là một loài nhện trong họ Thomisidae.
Loài này thuộc chi Misumenoides. Misumenoides roseiceps được Cândido Firmino de Mello-Leitão miêu tả năm 1949.